# Her Mother's Secret (film 1915 Thomson)
Her Mother's Secret è un film muto del 1915 diretto da Frederick A. Thomson.

## Produzione
Il film fu prodotto dalla Fox Film Corporation.

## Distribuzione
Distribuito dalla Fox Film Corporation, il film uscì nelle sale cinematografiche USA il 12 dicembre 1915.